# Leinachtalbrücke
Die  Leinachtalbrücke oder Talbrücke Leinach ist eine 1232 m lange zweigleisige Eisenbahnüberführung der Schnellfahrstrecke Hannover–Würzburg bei Streckenkilometer 313,4.
Die Eisenbahnüberführung wurde zwischen März 1984 und März 1986 erbaut, die Kosten betrugen ungefähr 29,5 Millionen DM.

## Lage und Verlauf

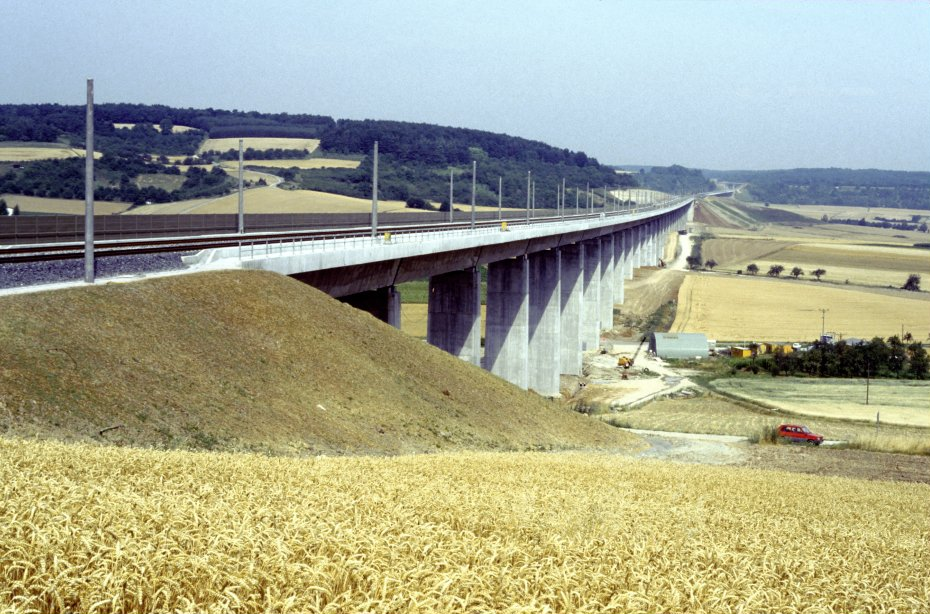
Die im Rohbau fertiggestellte Brücke Ende Mai 1986

Die Balkenbrücke liegt in Unterfranken westlich von Zellingen und überspannt das Tal der Leinach, die Landstraße von Zellingen nach Leinach sowie ein paar Feld- und  Wirtschaftswege. Das Streckengleis liegt in einer Höhe von maximal 33 m über dem Talboden.
Die Trasse beschreibt dabei durchgehend ein Gerade. Die Gradiente steigt dabei durchgehend mit 12,5 Promille an.
Nördlich folgt auf das Bauwerk die Bartelsgrabentalbrücke, südlich der Espenlohtunnel.

## Geschichte
In der Planungs- und Bauphase lag die Brücke in den Baukilometern 296 und 297.
Zunächst hatte sich der Gemeinderat von Unterleinach 1975 gegen die ersten Pläne der Deutschen Bundesbahn gewandt, da der Bau der Trasse Hannover-Würzburg sich auf Unterleinach als Erholungsgebiet und Ausflugsziel ungünstig auswirken und es zu unzumutbaren Lärmbelästigungen kommen würde. Der Planungsstand von Ende 1977 sah, bei gleichem Trassen- und Gradientenverlauf, eine Länge von 1364 m für das Bauwerk vor. Die Bauarbeiten für den Südabschnitt begannen im Herbst 1980. Die den Bedenken der Leinacher Bürger entgegenkommenden geänderten Pläne wurden im Oktober 1981 auf einer Bürgerversammlung von dem Bürgermeister Oestemer erläutert.

## Konstruktion
Der Brückenüberbau, der mit einem ursprünglich für den Bau der südlichen Fliedetalbrücke entwickelten Vorschubgerüst errichtet wurde, besteht aus einer Kette von 28 Einfeldträgern. Dadurch ist der spätere Austausch einzelner Brückensegmente möglich. Die Querschnittsform ist ein einzelliger Stahlbetonhohlkasten mit geneigten Stegen, in Längsrichtung vorgespannt. Zusätzlich ist die Fahrbahnplatte in Querrichtung vorgespannt. Die Stützweite beträgt einheitlich 44 Meter bei einer Überbaubreite von 14,3 Meter. Die konstante Bauhöhe von 4,0 Meter ist aufgrund der erforderlichen Steifigkeit zwecks  Durchbiegungsbegrenzung relativ hoch. Die 27 Stahlbetonpfeiler haben am Pfeilerkopf eine Querschnittsbreite von 6 Meter und sind dort 4 Meter dick, da für die Einfeldträger die Anordnung von vier Lagern erforderlich ist.

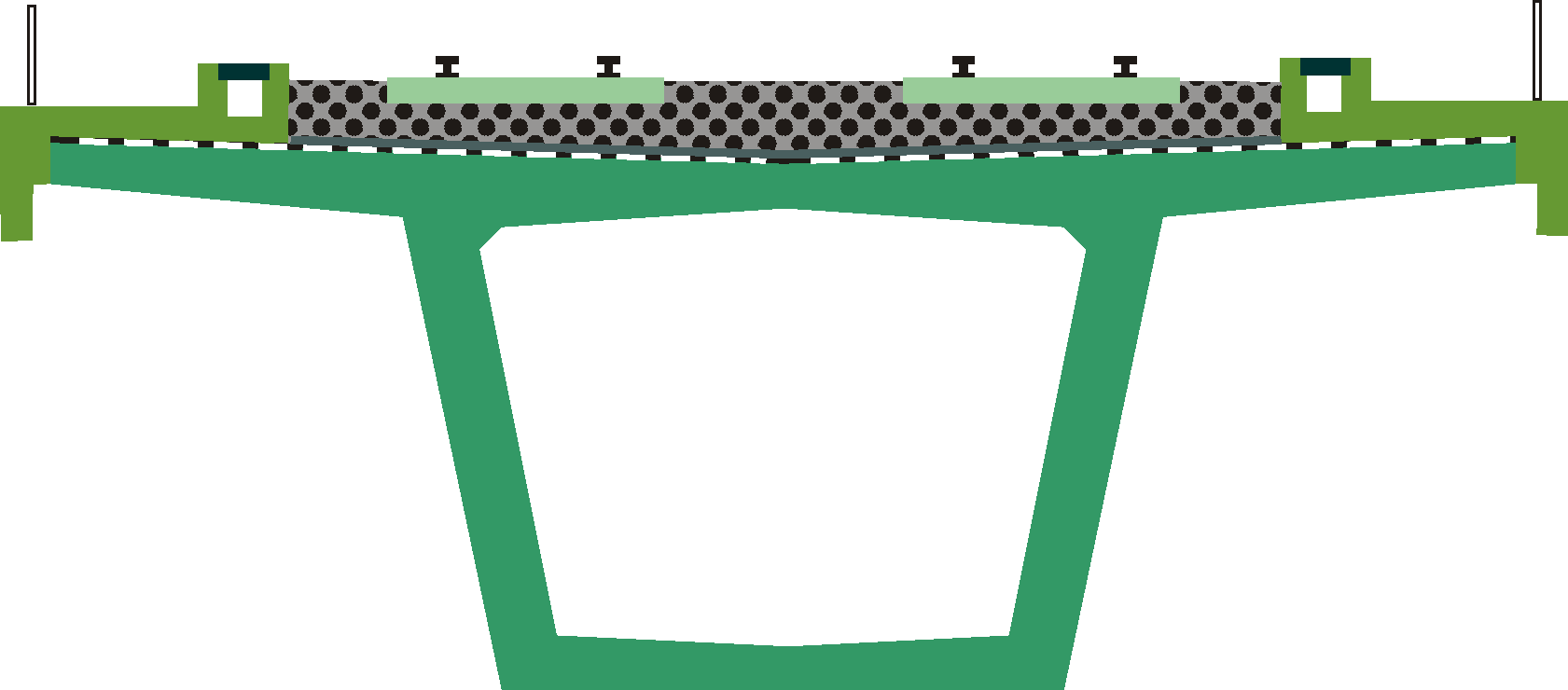
Querschnitt Überbau

Die Pfeiler weisen eine Höhe von bis zu 29 m auf und sind auf Schrägpfählen gegründet, um eine ausreichende Steifigkeit für die Einfeldträgerkette sicherzustellen. Die aufgrund des Platzbedarfes für zwei Lagerreihen vergleichsweise „massigen“ Pfeiler (Längsabstand 44 m) wurden in dem rein landwirtschaftlich genutzten, „aus landschaftsgestalterischer Sicht nicht anspruchsvoll[en]“ Tal vom Bauherren hingenommen.